# ファイアサラマンダー
ファイアサラマンダー (Salamandra salamandra) は、ヨーロッパに生息する陸生有尾類。古来サラマンダー（火蜥蜴）と称されてきたのは本種である。Salamandra はギリシャ語の「火のトカゲ」または毒を発射するという意味の（ファイアー）が語源。

## 形態

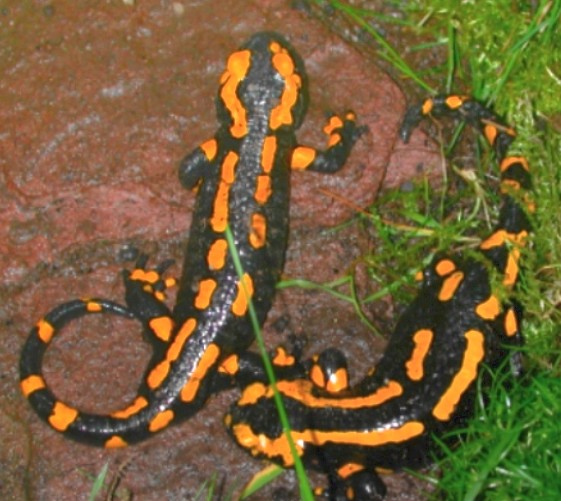
オレンジの斑点を持つ個体

全長15-25cm。稀に30cmに及ぶ。体色は黒地に警戒色として鮮やかな黄色（まれにオレンジ色）や赤色の斑点や縞がある。
ずんぐりした体と短くがっしりした四肢、太く短い指、胴体よりやや短い円筒状の尾を持つ。後頭部の両側と、背中の正中線にそって2列に並んで顆粒状の毒腺がある。ファイアサラマンダーの毒腺の大きさは有尾類中最大である。オスはメスよりやや体が小さく、特に繁殖期では総排泄孔がより膨れている。

### 毒

Samandarin の構造

有尾類の多くが外敵からの防御のため皮膚から有毒あるいは刺激性の分泌物を出す。これの毒は表皮につく雑菌や寄生虫を防ぐ役にも立っているらしい。ファイアサラマンダーの場合は サマンダリン (Samandarin (C19H31NO2)), Samandaridin (C21H31NO), Samanderon (C22H31NO2) というアルカロイド系の神経毒を持つ。これは全ての脊椎動物に対して有効な、過呼吸を伴う筋肉の痙攣と高血圧をもたらす毒物である。

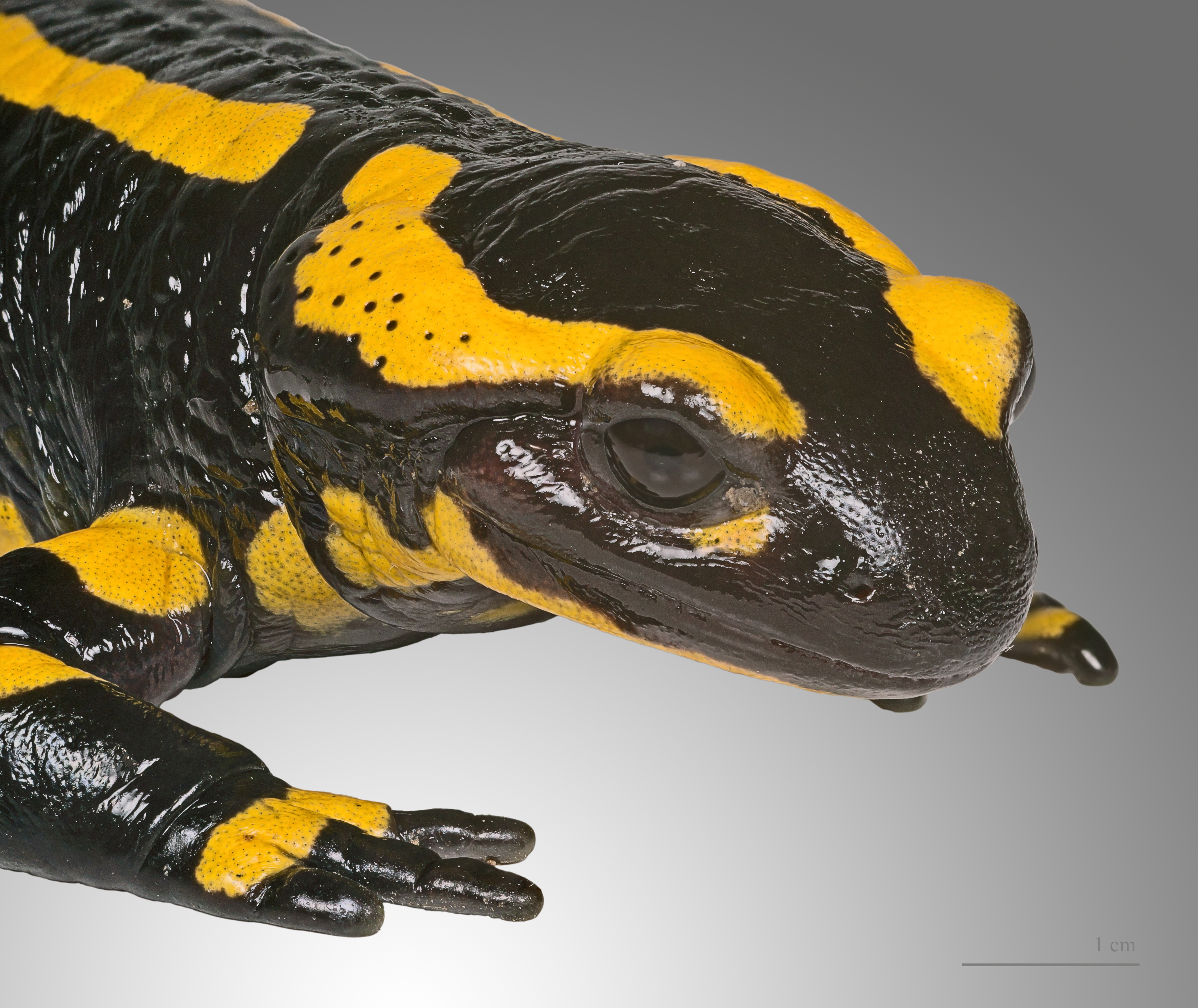
耳腺

毒腺は後頭部の両側にある耳腺と背部の正中線に沿った部分に集中している。ファイアサラマンダーの毒腺は骨格筋に囲まれており、その力で乳白色の毒液を高速（秒速 300 cm）で正確に相手を狙って噴射することができる。ここから発射する毒液が炎のように見えた為、ファイアーサラマンダーと呼ばれるようになったとも考えられている。このような技のため、ファイアサラマンダーは他種と比べてごく少量の毒で身を守ることができるようだ。有尾類の毒はコレステロール派生物であり、生産に大量のエネルギーを要し、エネルギー貯蔵の役割も果たしているという説もある。

## 下位分類
以下の亜種が知られる。

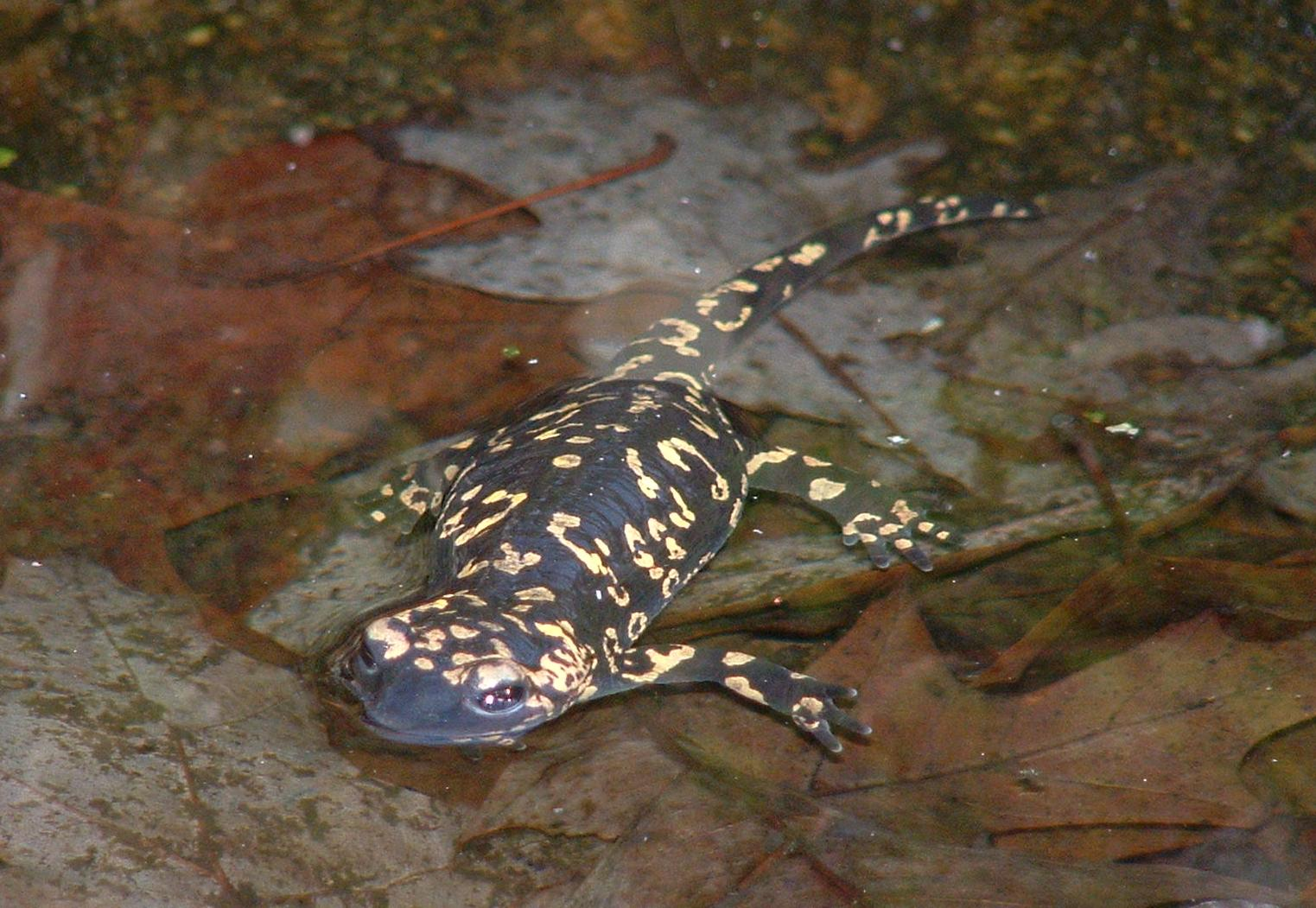
ポルトガルファイアサラマンダー（S. s. gallaica）

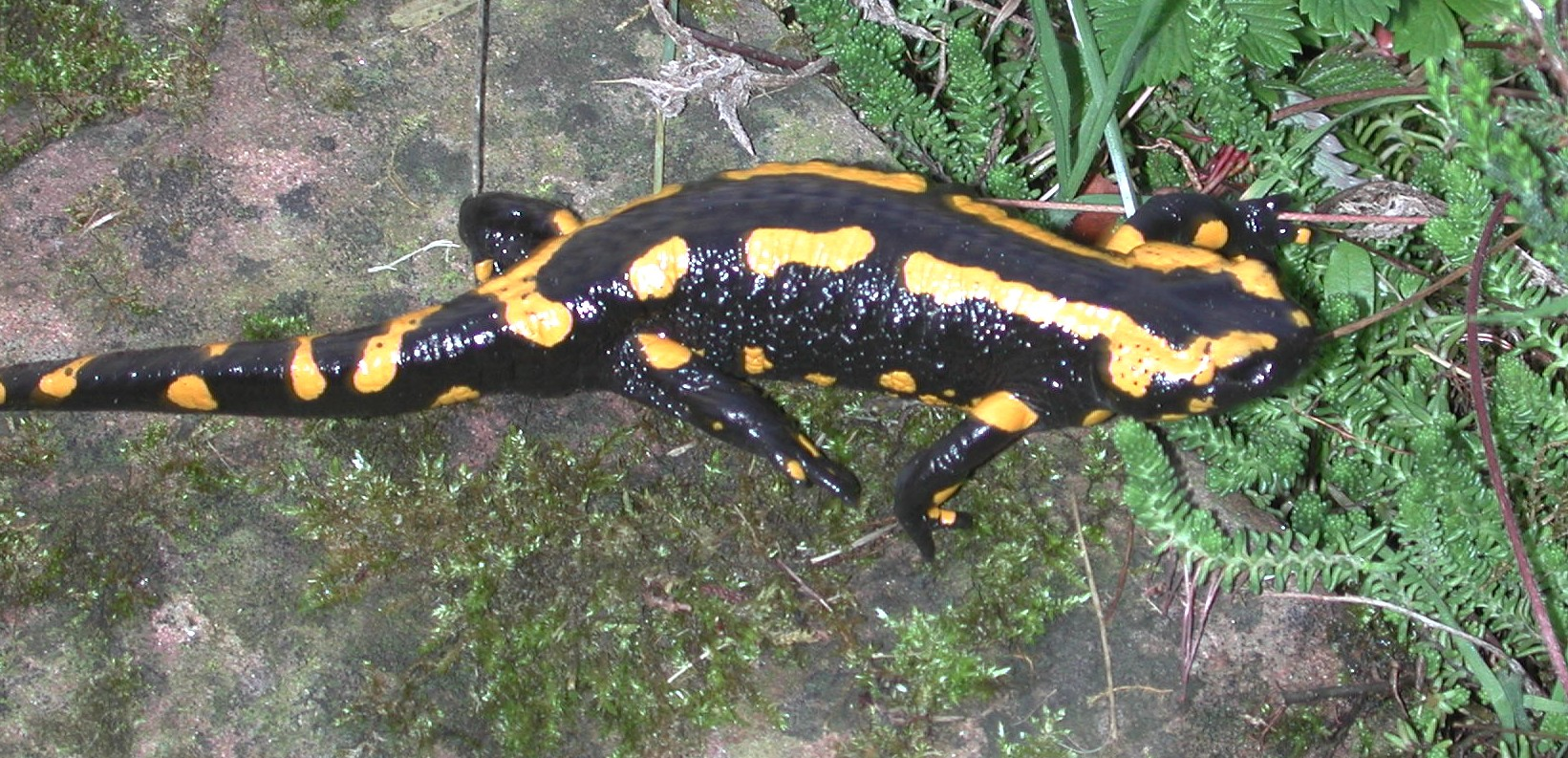
フランスファイアサラマンダー（S. s. terrestris）[http://www.themenpark-umwelt.baden-wuerttemberg.de/servlet/is/6246/?lastobject=6425&path=3968;4058;&arrow=right&slideID=3

- Salamandra salamandra alfredschmidti　テンディファイアサラマンダー
- Salamandra salamandra almanzoris　スペインファイアサラマンダー
- Salamandra salamandra bejarae　グレドスファイアサラマンダー
- Salamandra salamandra bernardezi　イベリアファイアサラマンダー
- Salamandra salamandra beschkovi
- Salamandra salamandra crespoi　クレスポイファイアサラマンダー
- Salamandra salamandra fastuosa　ピレネーファイアサラマンダー
最大でも15cmに満たない小型亜種。吻端から背面、尾にかけて2本の太い黄色い縦縞が入るのが一般的。幼体を出産することもある。
- Salamandra salamandra gallaica　ポルトガルファイアサラマンダー
体形は太く、尾が短い。成長に伴い耳腺や瞼を中心に黄斑の周辺に赤い斑点が現れることがある。
- Salamandra salamandra gigliolii　イタリアファイアサラマンダー
一般的に大きな黄斑があり、中にはそれぞれが結合して全身ほぼ黄色になる個体もいる。
- Salamandra salamandra longirostris　ロスバリオスファイアサラマンダー
- Salamandra salamandra morenica　モレニカファイアサラマンダー
- Salamandra salamandra salamandra　マダラファイアサラマンダー
- Salamandra salamandra terrestris　フランスファイアサラマンダー
一般的に吻端から背面、尾にかけて2本の黄色い縦縞が入る。まれに全身ほぼ黄色の個体もいる。アルビノやオレンジの個体もいる。

## 生態

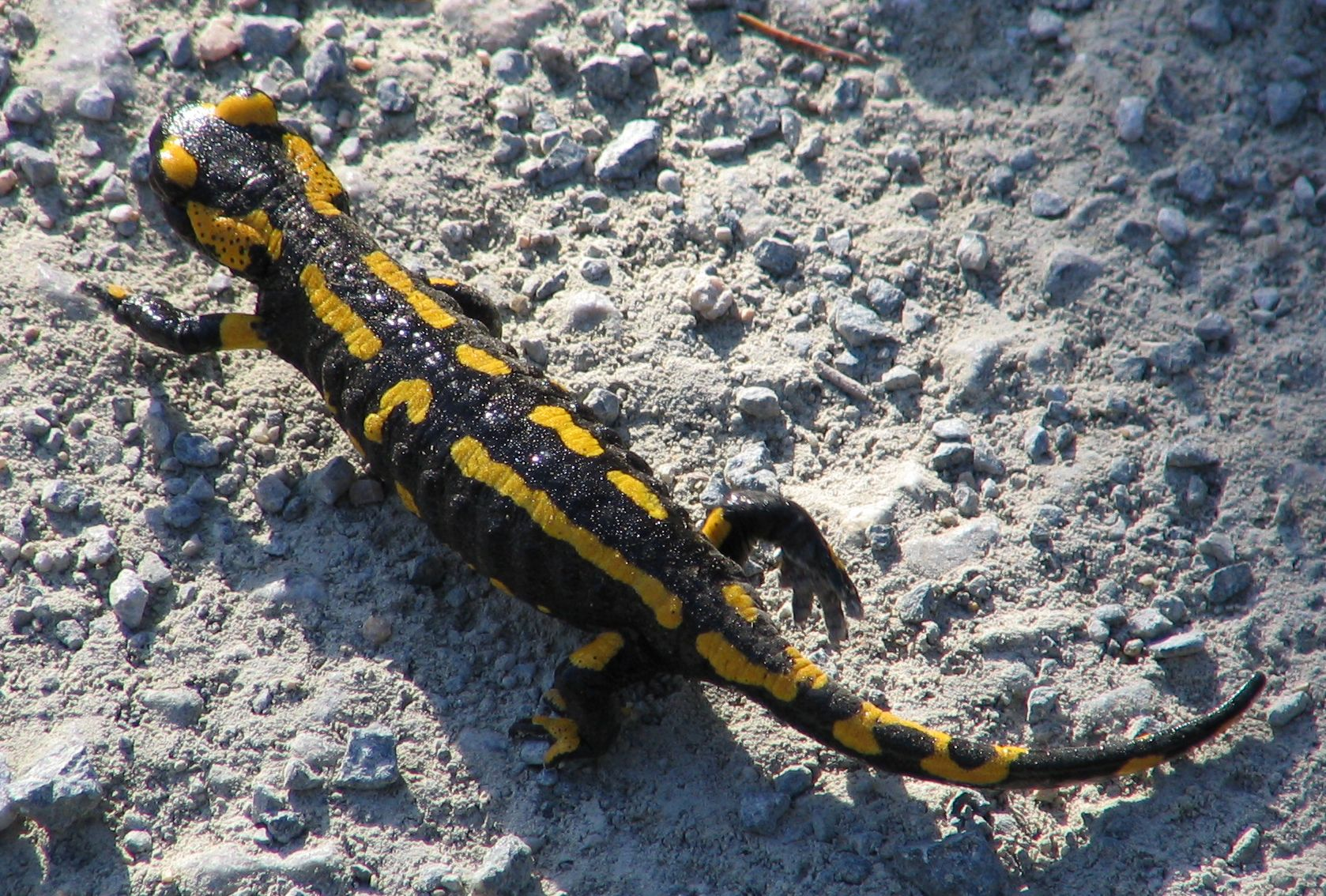
雪の上で活動するファイアサラマンダー

暗く湿った場所を好む。一番多く生息するのは、近くに繁殖に使える水場がある落葉樹林や混合林の林床で、ほとんどの時間を石や倒木の下、木の根の隙間、他の動物の掘った穴などの隠れ家で過ごす。ファイアサラマンダーは空間認識能力に優れており、餌を取りに出歩いた後は、元の隠れ家に帰る。主に視覚、補助的に嗅覚によってランドマークとなる地形を覚えて帰り道を判別する。特に繁殖期になると、オス同士は縄張り争いをすることがある。お互いに立ち上がってレスリングを行うこともある。
餌を取りに出るのは主に夜間だが、雨の後などは日中でも出てくることがある。少しでも光がある時は、視覚に頼って獲物を探し、動きと形状とサイズで餌と判断したものに喰い付く。この場合食べ物の匂いがしても動かないものには反応しない。逆に完全な闇の中では嗅覚が主になり、動かなくても匂いがすれば喰い付く。これは特に変態直後数週間の学習が強く働いており、この時期に匂いはあるが動かない餌のみ、あるいは匂いの無い動く餌のみしか与えなければ、もう一方の感覚での捕食は上手くできなくなる。本種の目の光受容器は、暗所で機能する杆体細胞が56％を占めており、人間の視力では完全な闇である10 - 4 ルクスの弱光下でも視覚を使った採餌や隠れ家への帰り道を辿ることが出来る。色覚もある。
獲物は粘液腺に富む舌を伸ばして捕えるか、直接噛み付くかして丸呑みする。ミミズ・ナメクジ・クモ・飛ばない昆虫やその幼虫、さらには小さな両生類などさまざまな地上性の小動物を食べる。
変温動物なので極端な温度の時は不活発になる。ヨーロッパ北方に分布する個体は冬の一番寒い時期にはほとんど動かない。

### 外敵

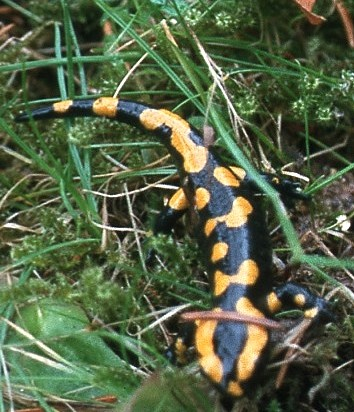
S.s.salamandraの亜成体

成体のファイアサラマンダーは外敵に襲われると、相手に耳腺をかざすような警告姿勢をとる。警戒色のためもあり、自然界には成熟したファイアサラマンダーを好んで襲う天敵といえるような動物はいない。毒液の射出はファイアサラマンダーにとって最後の武器であり、よほど追い詰められないと行わない。飼育下で飼い主を狙って撃つような事故は未だ起こったことが無いらしい。皮膚の毒腺のため、外部寄生虫も見られないが、肝臓や腸・口腔粘膜に線虫などが寄生していることはよくある。 
まだ力の弱い幼体・亜成体のファイアサラマンダーは、オサムシ類などの肉食昆虫に襲われることがある。その際必ず腹部から食べられ、背中の皮膚と頭部と尾部は食べ残される。
まだ毒腺をもたない幼生のときが最も危険である。ヤゴなどの水生昆虫やマスやカジカなどの魚類、同種の幼生も含めた水生両生類のよい餌になる。
近年東アジアからペット用に輸入された有尾類とともに持ち込まれたイモリツボカビ Batrachochytrium salamandrivorans によって、オランダなどいくつかの生息地で大きな被害が出ている。

## 生活環
生後4-5年で性成熟する。繁殖期になると、オスの総排泄孔は顕著に膨れ上がり、中で精包を作る。
ファイアサラマンダーの多くは卵胎生である。交接は他の有尾類とは違い陸上で行われる。多くの亜種では夏、オスは交配可能なメスを嗅覚に従って見つける。鼻孔の中にあるヤコブソン器官が交配相手の性フェロモンを探知するとされる。オスはメスを下から前肢を絡めるように抱え、落とした精包をうまく身体をずらしてメスが総排泄孔にくっつきやすくする。卵はメスの卵管の中で孵化してそのまま成長する。8-9か月後（多くは春先）の夜、メスは単独で水辺に行き、後半身を水につけて四肢のある全長 25-35mm の幼生を産む。高地の個体群は1年おきにしか出産しないことが知られている。幼生の数は母親のサイズや栄養状態によって異なるが、平均30仔、最大70仔程度である。精子は数年間保存が可能で、続く産卵期には交接無しで出産できる。陸上で変態の終わった数体の幼体を産む亜種としては、スペインに分布する S.s.fastuosa の一部（同一個体でも幼生を産んだり幼体を産んだりする）とS.s.bernadezi やS.s.alfredschmidtiがある。温暖で水場に乏しい乾燥した気候に対する適応と考えられる。この場合、幼生は母親の卵管の中で無精卵を食べて成長する。他の幼生を共食いすることもある。これは、母親によって栄養が与えられる真の胎生である。

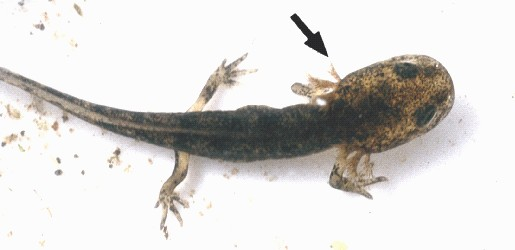
ファイアサラマンダーの幼生。矢印は外鰓

幼生は温暖な地方では4週間ほど、寒冷な高地では3-6か月で変態し 50-70 mm の幼体になって陸に上る。変態はまず尾のヒレが消失し、四肢が太くなり、皮膚の色が変わり始める。次に頭部の形状が変化し、舌とまぶたと目が発達する。最後に外鰓が消失する。皮膚の色の発達は変態後にもしばらく続き、視覚刺激によってパターンが変わっていく。地面が黒い土の所では黒い部分が多くなり、黄色い土のところでは黄色い部分が発達するとしたカンメラーの実験は信憑性が無い。
成長に伴って脱皮を行う。環境が悪いときは特に頻繁に脱皮を行う。脱皮中は毒が出せず無防備になるので、通常は夜間に隠れ家で行われる。しばしば脱皮前は３日間くらい絶食することがある。脱皮はまず木や石に吻端をこすりつけ、頭部の皮を首までずり下げる。脱皮不全を起すときは、よくこの段階で引っかかってしまい、そのまま窒息死してしまうことがある。さらに肩と胸まで皮を脱ぐと、あとは靴下を脱ぐときのように一まとめに体を抜いてしまう。脱皮殻はそのまま食べてしまうことが多い。新しい皮膚はまだ湿り気が多く、脆弱で敏感なので、何とか皮を乾かそうと手足を伸ばす様がよく見られる。
非常に長命であり、ドイツの Museum Koenig で飼育されていた個体は1863-1913年の50年間に渡り飼育されていた。

## 分布

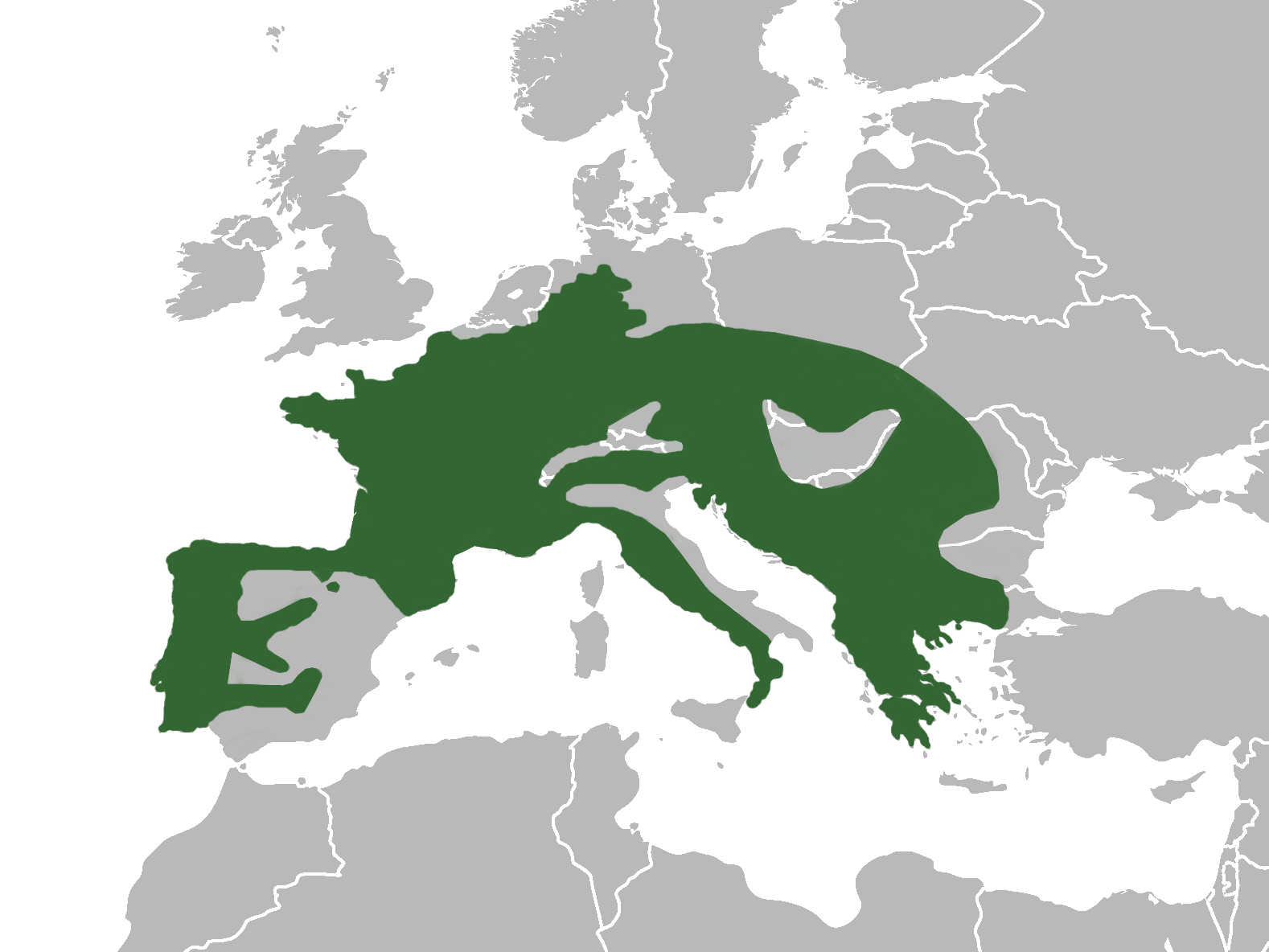
ファイアサラマンダーの分布図

ファイアサラマンダーは右の図の様に南欧・中欧・東欧に生息する。分布の北限はドイツからポーランドにかけて。東はカルパティア山脈にそってウクライナとルーマニアまで。南はブルガリアを越えてギリシャとイタリア へ。西はフランスを越えてイベリア半島までである。スカンディナビア・イギリス・アイルランドには生息しない。多くは標高 400-1000 m の山地に生息する。ドイツではもっと低地にも見られる。逆にバルカン半島やスペインではもっと高地にも見られる。
以下はかつて亜種とされていたが現在は独立種に昇格したものである。

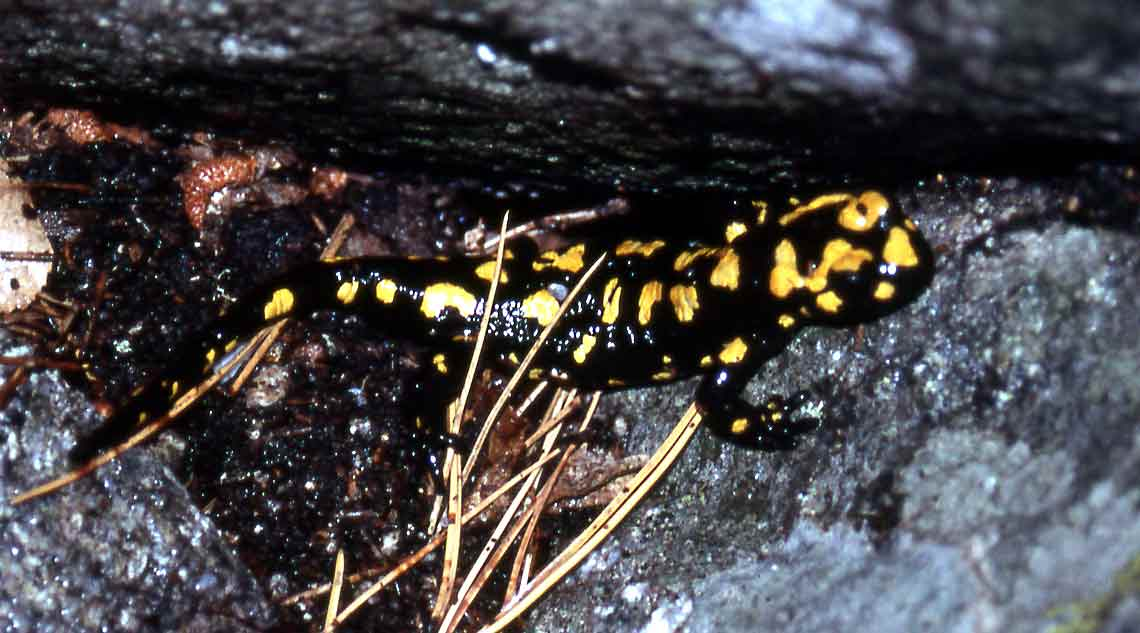
コルシカサラマンダー

- Salamandra corsica （コルシカサラマンダー） コルシカ
- Salamandra algira （アルジェリアサラマンダー） アルジェリア・モロッコ・チュニジア
- Salamandra infraimmaculata （ムジハラサラマンダー） 小アジア（イスラエル・レバノン・トルコなど）

## 人間との関係

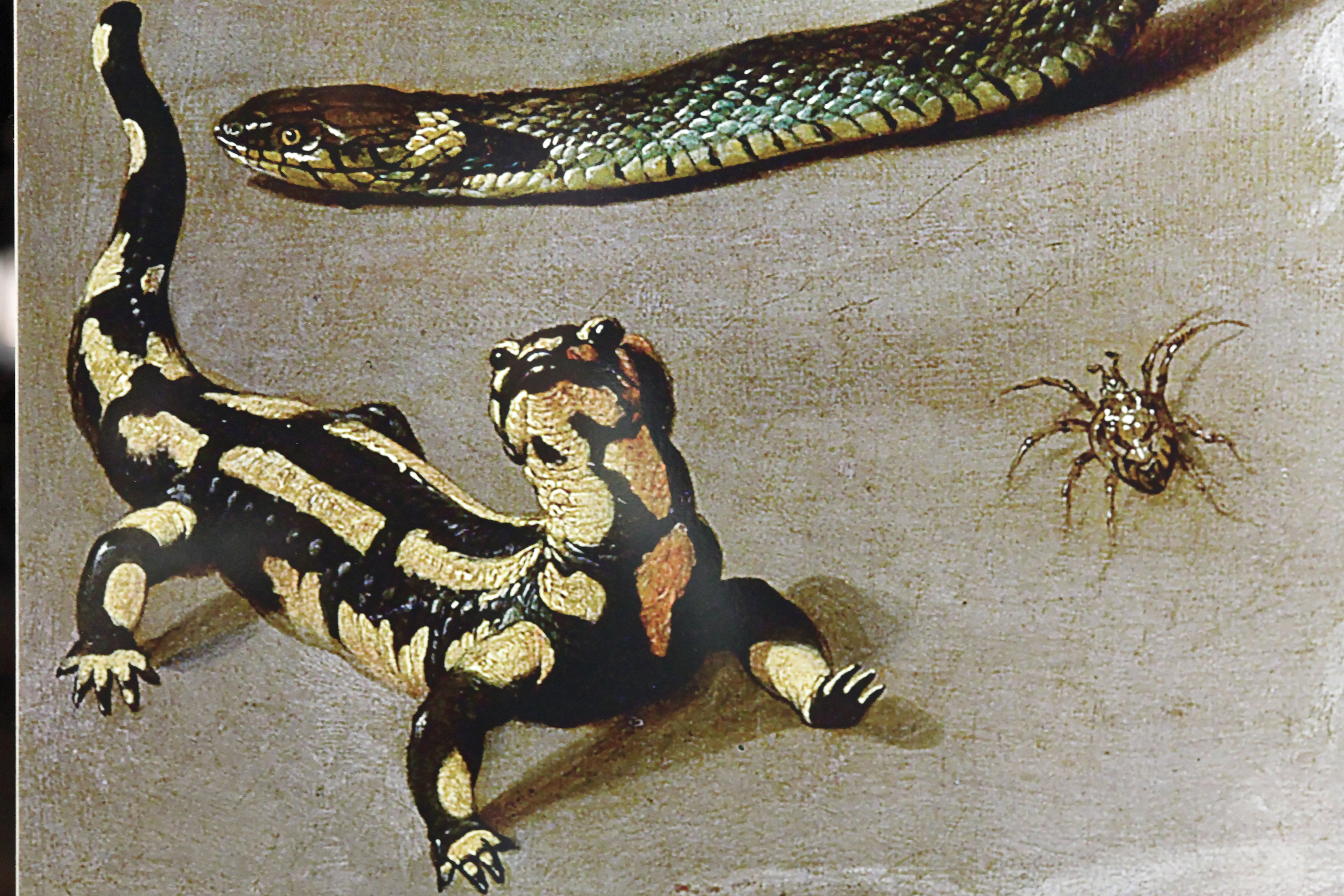
絵画に描かれたファイアサラマンダー（ルーベンス画『メドゥーサの首』のディテール）。

毒腺から乳白色の汁を出すところから、ミルクが好物で寝ている牝牛を襲って乳を飲みつくすという悪名も着せられた。
ドイツの Salamander Schuh GmbH （ザラマンデル製靴社）では広告にファイアサラマンダーの Lurchi が活躍する子供向け漫画を1937年から使用している。Lurchi と森の仲間達が（靴をうまく利用して）冒険を繰り広げるという物語である。Lurchi は人形やぬいぐるみが発売されるほど人気のあるキャラクターだという。
スペインのナバラ州ではSALA Salamandraという銘柄の赤ワインが生産されている。ラベルにはファイアサラマンダーのシルエットが描かれている。

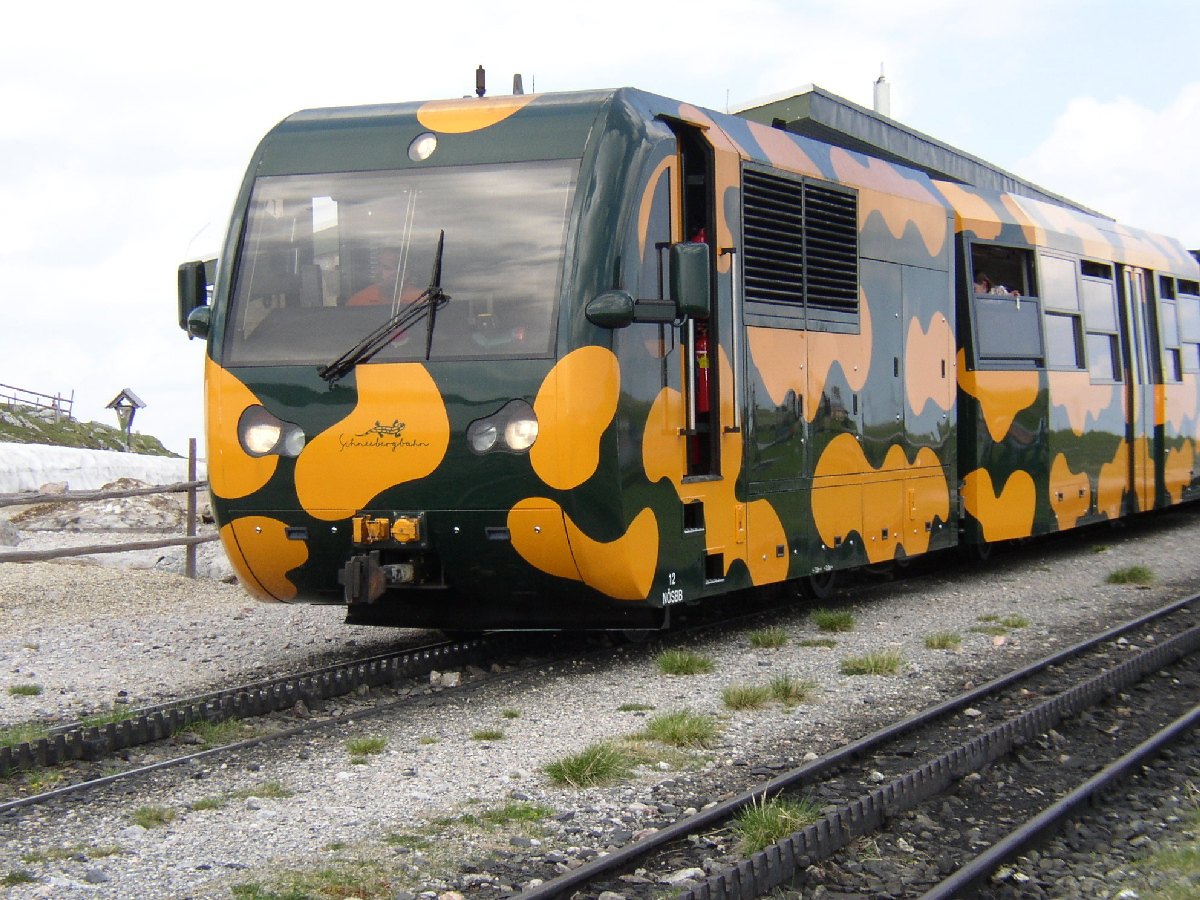
シュネーベルク鉄道の車両

オーストリアニーダーエスターライヒ州の最高峰シュネーベルクではファイアサラマンダーの模様をペイントしたラック式鉄道が運行されている。
幼生の生育する水場の破壊・生息地の分断・化学物質による汚染などが原因で確実に数を減らしており、ウクライナ・ドイツ・スイス・オーストリアなどの国別のレッドリストに入っている。1979年のベルン会議では保護動物とされ、その流れで1992年のEU生息地指令付属書I に記載され、Natura2000による生息地の保全が進んでいる。

それ以外にも、生息地を横断する道路の下を通って移動できるトンネルの設置、繁殖池の設置、繁殖に使われる水場のコンクリート護岸の撤去、隠れ家になるシェルターの設置、出産期の生息地への車両の一時的立ち入り制限などの方策が採られている。